# Fallen Leaves & Dead Sparrows
Fallen Leaves & Dead Sparrows è il sesto album in studio del gruppo heavy metal finlandese Amoral, pubblicato nel 2014.

## Tracce
1. On the Other Side Pt. I – 7:14
2. No Familiar Faces – 7:39
3. Prolong a Stay – 3:56
4. Blueprints – 4:20
5. If Not Here, Where? – 9:15
6. The Storm Arrives – 6:25
7. See This Through – 6:39
8. On The Other Side Pt. II – 9:14

## Formazione
- Ari Koivunen - voce
- Ben Varon - chitarre, cori
- Masi Hukari - chitarre, tastiere
- Juhana Karlsson - batteria
- Pekka Johansson - basso